# Lovisa Jennervall

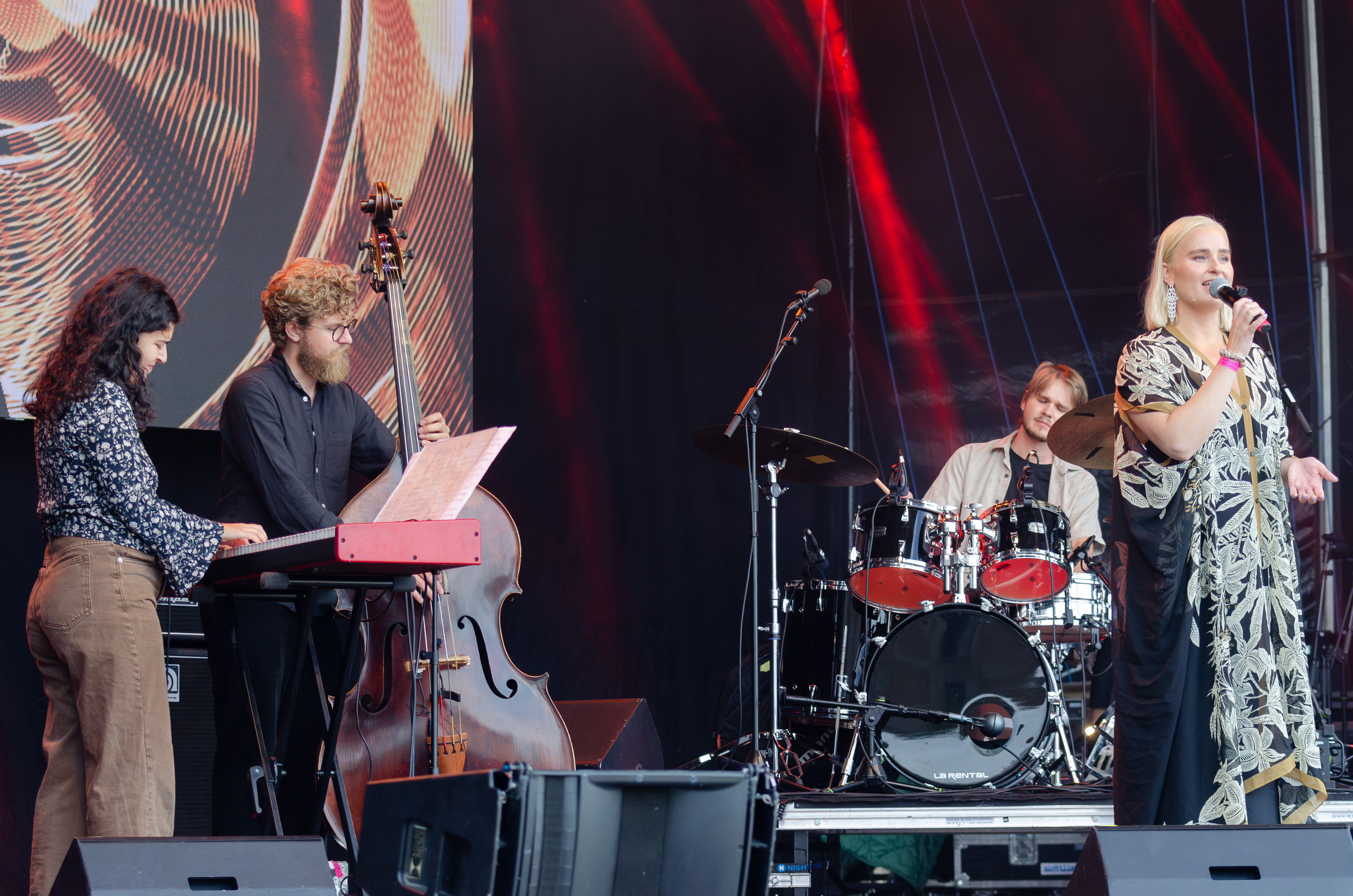
Lovisa Jennervall med band under en spelning på Skeppsbron under Stockholms Kulturfestival 2023. Ima Baeza Bilgin, piano, August Eriksson, kontrabas, och Magnus Jonasson på trummor.

Lovisa Matilda Jennervall, född 22 maj 1990 i Luleå, är en svensk jazzsångerska, kompositör och arrangör.
Lovisa Jennervall studerade åren 2016–2020 på Kungl. Musikhögskolans kandidatprogram. Under studietiden bildade hon 2016 Ellas Kapell och gav 2022 ut sin första skiva Between you and me under namnet Lovisa Jennervall, vilken utnämndes till ”Årets vokaljazz” av Lira Musikmagasin.
Efter studietiden har hon haft konserter och spelningar runt om i Sverige i olika bandkombinationer, däribland jazzkvartetten Ellas Kapell och under eget namn men också i projekt som Lovisa Jennervall Wind Ensemble och Sture Kvintett. Hennes spelningar innefattar modern jazz med melodier och texter på både svenska och engelska.

## Diskografi

### Under namnetLovisa Jennervall Quartet
- 2017 – Come Closer (DO Music Records) [4][5]

### Under namnetLovisa Jennervall Wind Ensemble
- 2018 – May Sessions [6]

### Under namnetEllas kapell
- 2019 – Longing (Prophone Records)
- 2020 – What's It All About? (Prophone Records)
- 2023 – For All We Know (Prophone Records)

### Under namnet  Lovisa Jennervall
- 2022 – Between You and Me (Prophone Records)

### Under namnetSture Kvintett
- 2020 – Juljazz på svenska (Flick Records)
- 2021 – Juljazz på svenska 2 – med julkör (Flick Records)